# Jerzy i Wielki Wybuch
Jerzy i Wielki Wybuch (ang. George and the Big Bang) – trzecia część opowieści o Jerzym Zielonce, jego przyjaciółce Ani i jej ojcu Eryku. Kontynuacja książki Jerzy i poszukiwanie kosmicznego skarbu. Napisana, podobnie jak poprzednie książki z tej serii, przez Lucy i Stephena Hawkinga. Napisana w 2011 roku, w Polsce wydana w roku 2012 przez wydawnictwo Nasza Księgarnia.

## Fabuła
Jerzy Zielonka wraz z Anną Bellis zaczną chodzić do gimnazjum, a Eryk jedzie do Wielkiego Zderzacza Hadronów na eksperyment mogący wyjaśnić początki Wszechświata. Jednak Jerzy i Anna wykrywają spisek przeprowadzony przez Stowarzyszenie Teorii Wszystkiego oraz Rzeczywistości. Doktor Kosiarz okazuje się być ich przyjacielem.